# Локалита Монтања I
Локалита Монтања I је насеље у Италији у округу Агриђенто, региону Сицилија.
Према процени из 2011. у насељу је живело 27 становника. Насеље се налази на надморској висини од 323 м.